# Bougainville (Somme)
Bougainville és un municipi francès situat al departament del Somme i a la regió dels Alts de França. L'any 2007 tenia 491 habitants.

## Demografia

### Població
El 2007 la població de fet de Bougainville era de 491 persones. Hi havia 179 famílies de les quals 34 eren unipersonals (17 homes vivint sols i 17 dones vivint soles), 54 parelles sense fills, 83 parelles amb fills i 8 famílies monoparentals amb fills.
La població ha evolucionat segons el següent gràfic:
Habitants censats

### Habitatges
El 2007 hi havia 192 habitatges, 180 eren l'habitatge principal de la família, 10 eren segones residències i 2 estaven desocupats. Tots els 189 habitatges eren cases. Dels 180 habitatges principals, 150 estaven ocupats pels seus propietaris, 21 estaven llogats i ocupats pels llogaters i 9 estaven cedits a títol gratuït; 5 tenien dues cambres, 23 en tenien tres, 46 en tenien quatre i 106 en tenien cinc o més. 153 habitatges disposaven pel capbaix d'una plaça de pàrquing. A 73 habitatges hi havia un automòbil i a 96 n'hi havia dos o més.

### Piràmide de població

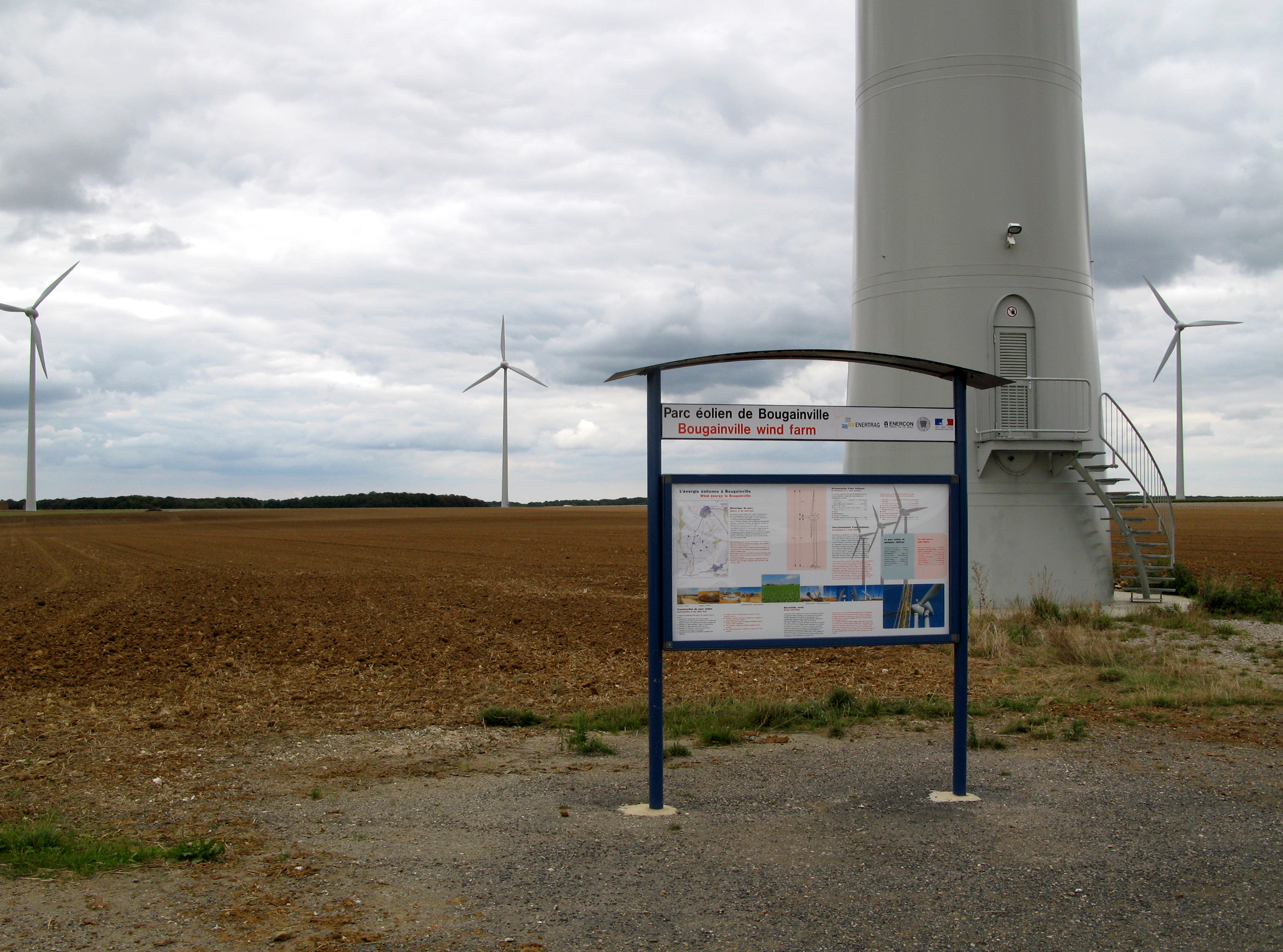

La piràmide de població per edats i sexe el 2009 era:
| Homes | Edats   | Dones |
| ----- | ------- | ----- |
| 0     | 95 o +  | 0     |
| 0     | 90 a 94 | 0     |
| 4     | 85 a 89 | 0     |
| 0     | 80 a 84 | 4     |
| 0     | 75 a 79 | 16    |
| 8     | 70 a 74 | 8     |
| 12    | 65 a 69 | 4     |
| 4     | 60 a 64 | 12    |
| 12    | 55 a 59 | 16    |
| 16    | 50 a 54 | 24    |
| 20    | 45 a 49 | 16    |
| 20    | 40 a 44 | 12    |
| 20    | 35 a 39 | 16    |
| 16    | 30 a 34 | 16    |
| 16    | 25 a 29 | 16    |
| 20    | 20 a 24 | 4     |
| 12    | 15 a 19 | 4     |
| 20    | 10 a 14 | 4     |
| 24    | 5 a 9   | 4     |
| 12    | 0 a 4   | 12    |

## Economia

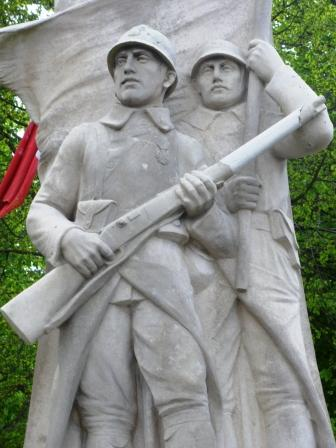

El 2007 la població en edat de treballar era de 321 persones, 240 eren actives i 81 eren inactives. De les 240 persones actives 220 estaven ocupades (119 homes i 101 dones) i 20 estaven aturades (9 homes i 11 dones). De les 81 persones inactives 28 estaven jubilades, 25 estaven estudiant i 28 estaven classificades com a «altres inactius».

### Ingressos
El 2009 a Bougainville hi havia 174 unitats fiscals que integraven 445 persones, la mediana anual d'ingressos fiscals per persona era de 19.687 €.

### Activitats econòmiques
Dels 12 establiments que hi havia el 2007, 3 eren d'empreses extractives, 1 d'una empresa alimentària, 1 d'una empresa de fabricació d'altres productes industrials, 5 d'empreses de construcció, 1 d'una empresa d'hostatgeria i restauració i 1 d'una empresa de serveis.
Dels 6 establiments de servei als particulars que hi havia el 2009, 2 eren paletes, 3 lampisteries i 1 restaurant.

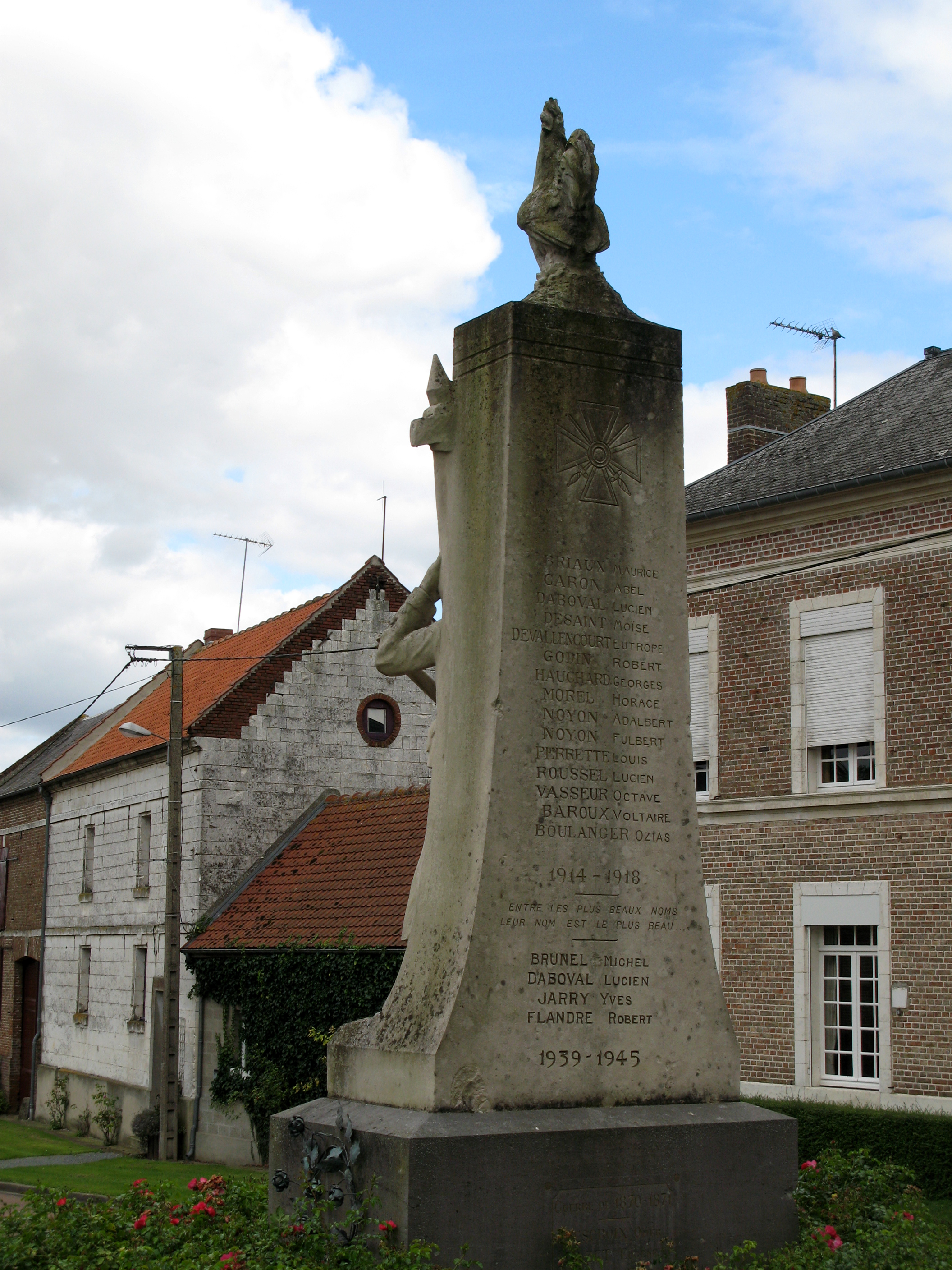

L'any 2000 a Bougainville hi havia 13 explotacions agrícoles que ocupaven un total de 700 hectàrees.

## Equipaments sanitaris i escolars
L'únic equipament sanitari que hi havia el 2009 era un centre de salut.
El 2009 hi havia una escola elemental.

## Poblacions més properes
El següent diagrama mostra les poblacions més properes.